# Yusuke Suzuki (fotbollsspelare)
Yusuke Suzuki (鈴木 祐輔 Suzuki Yusuke?), född 19 maj 1982 i Saitama prefektur, är en japansk före detta fotbollsspelare.
Suzuki började sin karriär 2005 i Roasso Kumamoto. Efter Roasso Kumamoto spelade han för AC Nagano Parceiro, FC Machida Zelvia, Kamatamare Sanuki och SC Sagamihara. Han avslutade karriären 2012.